# Lîhopillea, Hadeaci
Lîhopillea (în ucraineană Лихопілля) este un sat în comuna Berezova Luka din raionul Hadeaci, regiunea Poltava, Ucraina.

## Demografie
Componența lingvistică a localității Lîhopillea
     Ucraineană (96,19%)
     Rusă (3,81%)
Conform recensământului din 2001, majoritatea populației localității Lîhopillea era vorbitoare de ucraineană (96,19%), existând în minoritate și vorbitori de rusă (3,81%).